# Meir Wieseltier
Meir Wieseltier (en hebreo: מאיר ויזלטיר) (Moscú; 8 de marzo de 1941-Tel HaShomer; 30 de marzo de 2023) fue un poeta y traductor israelí.

## Biografía
Meir Wieseltier nació en Moscú en 1941, poco antes de la invasión alemana a la Unión Soviética. Junto a su madre y sus dos hermanas mayores se trasladó ese mismo año a Novosibirsk, en el suroeste de Siberia. Su padre fue muerto mientras servía en el Ejército Rojo en Leningrado. Después de dos años en Polonia, Alemania y Francia, en 1955 la familia emigró a Israel. Wieseltier creció en Netanya y desde 1955 residió en Tel Aviv.
Su primer poema se publicó cuando tenía dieciocho años. Luego de pasar por la Universidad Hebrea de Jerusalén, se unió a principios de los años sesenta a un grupo conocido como Poetas de Tel Aviv. Fue cofundador y coeditor de la revista literaria Siman Qri’a y editor de poesía de la editorial Am Oved.

## Ámbito literario
Wieseltier ha publicado trece volúmenes de versos. Ha traducido poesía inglesa, francesa y rusa al hebreo. Sus traducciones incluyen cuatro tragedias de Shakespeare, así como novelas de Virginia Woolf, Charles Dickens, E. M. Forster y Malcolm Lowry. Wieseltier a menudo escribía en primera persona, asumiendo el papel de un moralista en busca de valores en medio del caos. Ha escrito poderosos poemas de protesta social y política en Israel. Su voz es alternativamente anárquica e involucrada, enojada y cariñosa, mordaz y lírica. Sus poemas han sido traducidos al inglés, árabe, chino, checo, danés, estonio, francés, alemán, griego, entre otros.
Durante muchos años, Wieseltier enseñó literatura en la Universidad de Haifa.

## Premios
Entre los muchos premios recibidos por Wieseltier se encuentran los siguientes:
- En 1994, Wieseltier fue el coganador, junto con Hanoch Levin, del Premio Bialik de literatura.
- En 2000, recibió el Premio Israel, de literatura y poesía.

## Obras publicadas
- 2000, Shirim Iti'im (Slow Poems)
- 2009, Merudim Vesonatot (Merudim and Sonnets)
- 1967, Perek Alef, Perek Beit (Captulo 1, Capítulo 2)
- 1969, Meah Shirim (100 Poems)
- 1973, Kakh (Take It)
- 1976, Davar Optimi, Asiyat Shirim (Something Optimistic, The Making of a Poem)
- 1977, Pnim Vahutz (Interior and Exterior)
- 1981, Motzah El Ha-Yam (Exit into the Sea)
- 1986, Kitzur Shnot Hashishim (The Concise Sixties)
- 1986, Ee Yevani (Greek Island)
- 1986, Michtavim Veshirim Aherim (Letters and other poems)
- 1994, Makhsan (Storehouse), [Mahsan]
- 2003, The Flower of Anarchy
- 2010, Forty, (Arbaim)
- 2012, Davar Optimi, Asiyat Shirim (Something Optimistic, The Making of a Poem, a new edition + Appendix)

## Fallecimiento
Meir Wieseltier falleció el 30 de marzo de 2023 a los 82 años, se hallaba internado en el Centro Médico Sheba de la ciudad de Ramat Gan.